# ألان دورنينج
ألان دورنينج (بالإنجليزية: Alan Durning)‏ هو عالم بيئة أمريكي، ولد في 7 نوفمبر 1964.